# Europese kampioenschappen indooratletiek 2025 – Kogelstoten vrouwen
Bij het kogelstoten voor vrouwen op de Europese indoorkampioenschappen van 2025 vond de kwalificatie plaats op 8 maart en op 9 maart de finale. Plaats van handeling was de pas gerenoveerde shorttrackbaan van Omnisport in Apeldoorn, Nederland. Het was de zesendertigste keer dat dit onderdeel op het programma stond.
Jessica Schilder won als eerste Nederlandse ooit het kogelstoten voor vrouwen. Dit deed zij met een nieuw Nederlands record van 20,69 m, de beste wereldjaarprestatie. Schilder was in bloedvorm; was zij niet verder gekomen dan haar minst verre stoot van 19,64, dan nog had zij goud gewonnen. Zilver was er voor de Duitse olympisch kampioene Yemisi Ogunleye met 19,56, het brons ging naar de Portugese titelverdedigster Auriol Dongmo met 19,26.

## Records
Voorafgaand aan het toernooi onderstaand het wereldrecord, Europees record, kampioenschapsrecord en de beste wereld- en Europese jaarprestaties.
| Wereldrecord         | Helena Fibingerová | 22,50 | Jablonec  | 19 februari 1977 |
| Europees record      | Helena Fibingerová | 22,50 | Jablonec  | 19 februari 1977 |
| Kampioenschapsrecord | Helena Fibingerová | 22,50 | Jablonec  | 19 februari 1977 |
| WL                   | Sarah Mitton       | 20,68 | Karlsruhe | 7 februari 2025  |
| EL                   | Yemisi Ogunleye    | 20,27 | Dortmund  | 21 februari 2025 |

## Resultaten[2]

### Kwalificatieronde
Kwalificatieregels: behalen van de kwalificatiestandaard van 18,80 (Q), of deel uitmaken van de 8 best presterende atleten (q).
| Rang | Naam                     | Land                | 1     | 2     | 3     | Resultaat | Bijz. |
| ---- | ------------------------ | ------------------- | ----- | ----- | ----- | --------- | ----- |
| 1    | Jessica Schilder         | Nederland           | 19,92 |       |       | 19,46     | Q     |
| 2    | Jemisi Ogunleye          | Duitsland           | 17,10 | 18,95 |       | 18,95     | Q     |
| 3    | Jessica Inchude          | Portugal            | 18,47 | 18,85 |       | 18,85     | Q     |
| 4    | Auriol Dongmo            | Portugal            | 18,40 | 18,64 | 18,50 | 18,64     | Q     |
| 5    | Fanny Roos               | Zweden              | 18,56 | x     | x     | 18,56     | Q     |
| 6    | Katharina Maisch         | Duitsland           | 17,85 | 18,12 | 18,48 | 18,48     | Q     |
| 7    | Jorinde van Klinken      | Nederland           | 17,78 | x     | 18,33 | 18,33     | Q     |
| 8    | Alina Kenzel             | Duitsland           | 18,16 | 18,31 | 18,05 | 18,31     | Q     |
| 9    | Sara Lennman             | Zweden              | 17,57 | 17,80 | x     | 17,80     |       |
| 10   | Eliana Bandeira          | Portugal            | 17,02 | 17,44 | 17,24 | 17,44     |       |
| 11   | Senja Mäkitörmä          | Finland             | 16,24 | 17,34 | 17,08 | 17,34     |       |
| 12   | Dimitriana Bezede        | Moldavië            | 16,48 | 16,71 | 17,04 | 17,04     |       |
| 13   | Mirjam Mazenauer         | Zwitserland         | 17,04 | 16,70 | x     | 17,04     |       |
| 14   | Emilia Kangas            | Finland             | 16,63 | x     | 16,93 | 16,93     |       |
| 15   | Renáta Beregszászi       | Hongarije           | 16,69 | 16,76 | x     | 16,76     | PB    |
| 16   | Erna Sóley Gunnarsdóttir | IJsland             | 16,60 | 16,74 | x     | 16,74     |       |
| 17   | Zuzanna Maslana          | Polen               | 15,84 | 16,49 | 16,51 | 16,51     |       |
| 18   | Serena Vincent           | Verenigd Koninkrijk | 16,07 | x     | 15,52 | 16,07     |       |

### Finale
| Rang   | Atleet              | Land      | 1     | 2     | 3     | 4     | 5     | 6     | Resultaat | Bijz.  |
| ------ | ------------------- | --------- | ----- | ----- | ----- | ----- | ----- | ----- | --------- | ------ |
| Goud   | Jessica Schilder    | Nederland | 19,97 | 19,97 | 20,24 | 19,64 | 20,69 | 20,37 | 20,69     | WL, NR |
| Zilver | Jemisi Ogunleye     | Duitsland | 18,61 | 19,56 | x     | x     | x     | x     | 19,56     |        |
| Brons  | Jessica Inchude     | Portugal  | 19,12 | 19,26 | x     | x     | 19,06 | 18,90 | 19,26     | SB     |
| 4      | Fanny Roos          | Zweden    | 18,72 | 18,78 | 18,74 | 18,42 | 18,55 | 19,11 | 19,11     | SB     |
| 5      | Auriol Dongmo       | Portugal  | 18,87 | 18,91 | x     | x     | x     | x     | 18,91     |        |
| 6      | Alina Kenzel        | Duitsland | 18,18 | 18,18 | 18,25 | 18,70 | 18,60 | 18,89 | 18,89     | PB     |
| 7      | Katharina Maisch    | Duitsland | 18,11 | x     | x     | 18,67 | x     | x     | 18,67     |        |
| 8      | Jorinde van Klinken | Nederland | 17,69 | x     | 18,30 | x     | 18,41 | x     | 18,41     |        |

o geldige poging | x ongeldige poging | - poging overgeslagen | NM Geen geldig resultaat | WR Wereldrecord | CR Kampioenschapsrecord | AR Continentaal record | NR Nationaalrecord | WL Wereldleiding | EL Europese leiding | SB Beste seizoenprestatie | =SB Evenaring beste seizoenprestatie | PB Persoonlijk record | =PB Evenaring persoonlijk record